# Susanne Profanter
Susanne Profanter-Seibert (* 30. April 1970 in Kufstein als Susanne Profanter) ist eine ehemalige österreichische Judoka. Sie kämpfte für den Judoclub Kufstein und war Mitglied der österreichischen Nationalmannschaft.
Ihr größter Erfolg war der dritte Rang bei der Europameisterschaft in Prag 1991. Bei ihrem letzten Start bei einer Europameisterschaft belegte sie 1994 den 5. Rang.

## Erfolge
- 1. Rang Torneo 'Citta di Roma' 1994 – 61 kg
- 1. Rang British Open Birmingham 1987 – 61 kg
- 1. Rang Junioreneuropameisterschaft Wrocław 1987 – 61 kg
- 1. Rang Junioreneuropameisterschaft Leonding 1986 – 52 kg
- 2. Rang A-tournament Sofia 'Liberation' 1991 – 61 kg
- 2. Rang Swiss International Basel 1989 – 61 kg
- 2. Rang Liberation Cup Prag 1988 – 61 kg
- 2. Rang ASKÖ World Tournament Leonding 1988 – 61 kg
- 3. Rang Czech Cup Prag 1994 – 61 kg
- 3. Rang ASKÖ World Tournament Leonding 1991 – 61 kg
- 3. Rang Europameisterschaft Prag 1991 – 61 kg
- 3. Rang British Open London 1991 – 61 kg
- 3. Rang World Masters München 1991 – 61 kg
- 3. Rang ASKÖ World Tournament Leonding 1990 – 61 kg
- 3. Rang International Tournament Kielce Polish Open 1988 – 61 kg
- 3. Rang ASKÖ World Tournament Leonding 1986 – 52 kg
- 3. Rang Mannschaftseuropameisterschaft Novi Sad 1986 – 52 kg

- 5. Rang Weltmeisterschaft Barcelona 1991 – 61 kg
- 16. Rang Olympischen Sommerspielen in Barcelona
- mehrfache Österreichische Meisterin